# Piçarra
Piçarra är en kommun i Brasilien.   Den ligger i delstaten Pará, i den centrala delen av landet, 1 000 km norr om huvudstaden Brasília. Antalet invånare är 12 703.
Omgivningarna runt Piçarra är huvudsakligen savann. Runt Piçarra är det mycket glesbefolkat, med 4 invånare per kvadratkilometer.